# Hôtel du Gouvernement (Îles Vierges britanniques)
Pour les articles homonymes, voir Government House.
L'hôtel du Gouvernement, situé à Road Town, est la résidence officielle du gouverneur des îles Vierges britanniques. L'actuel gouverneur est Augustus Jaspert.

## Historique
La structure originale de l'hôtel du Gouvernement, datant de 1899, a été détruite par un ouragan en 1924. L'édifice moderne a été construit sur le même site en 1925-1926 et a abrité commissaires, présidents, administrateurs et gouverneurs jusqu'en 1999, date à laquelle elle fut jugée inappropriée. The Island Sun a publié un éditorial contre la démolition du bâtiment historique et les citoyens ont exprimé leur désaccord avec la décision officielle. En 2003, une nouvelle maison du gouvernement a été construite sur un terrain adjacent, tandis que l'ancienne structure a été transformée en musée.
En novembre 2003, le gouverneur Thomas Macan a déménagé dans la nouvelle résidence située à Road Town, Tortola. Le projet comprenait la construction de la nouvelle maison du gouvernement et d'une salle de réception, ainsi que la restauration de l'ancienne maison du gouvernement, qui est maintenant un musée.